# Örnäs skjutfält
Örnäs skjutfält var ett militärt skjutfält som ligger cirka 10 km norr om Kil i Kils kommun och 25 km nordnordväst om Karlstad i Värmlands län.

## Historik
År 1952 slöt försvaret ett arrendeavtal med Domänverket i syfte att använda ett 350 ha stort område som skjutfält till Värmlands regemente och Värmlandsbrigaden. År 1953 påbörjades utbyggnaden och 1955 stod fältet färdigt med utbildningsanordningar så stridsskjutningar kunde genomföras. Den 5–6 juli 1973 eldhärjades ett 900.000 kvm stort skogsområde på skjutfältet, även känd som Örnäsbranden. Branden orsakades av att militären provsprängde en sprängladdning, trots att man saknade tillstånd från brandkåren. Totalt deltog regementets samtliga värnpliktiga i släckningsarbetet, drygt 350 man samt tre brandkårer. År 1975 inleddes en avveckling av skjutfältet och i september 1976 föreslog chefen för armén att ett nytt övnings- och skjutfält anordnas cirka 15 km norr om Molkom och cirka 50 km norr om Karlstad. År 1979 började anläggandet av nya skjutfältet Horssjöns skjutfält, vilket sedan invigdes den 25 april 1985. Horssjön kom sedan att användas parallellt med Örnäs skjutfält fram till den 30 juni 1989, då Örnäs skjutfält stängdes. År 1992 var Örnäs skjutfält helt avvecklat och marken sanerad och återställd.

### Örnäs läger
Det läger som fanns på skjutfältet var beläget på den så kallade Örnäsudden, samtliga byggnader är rivna.